# Мальский, Маркиян Маркиянович
Маркиян Маркиянович Мальский (укр. Маркіян Маркіянович Мальський; род. 11 декабря 1984, Львов) — украинский юрист, государственный служащий. Доктор  юридических наук. Председатель Львовской областной государственной администрации с 5 июля по 26 декабря 2019 года.

## Биография

### Юность и образование
Родился во Львове в семье украинского дипломата Маркияна Мальского. С 2001 по 2006 год учился во Львовском национальном университете на юридическом факультете и факультете международных отношений. С 2005 по 2006 год прошёл магистратуру права в Стокгольмском университете (Швеция), с 2006 по 2007 год — магистратуру международного права и экономики в Институте мировой торговли (Берн, Швейцария). В 2012 году получил степень кандидата юридических наук в Киевском национальном университете имени Тараса Шевченко. Тема диссертации «Арбитражное соглашение как условие рассмотрения споров в международном коммерческом арбитраже».
Докторант Института международных отношений КНУ им. Тараса Шевченко. Был ассистентом кафедры теории и философии права Национального университета «Львовская политехника».

### Юридическая карьера
Маркиян Мальский, как юрист, специализировался на оказании юридической поддержки в инвестиционных проектах, а также разрешении споров, в том числе, в международных коммерческих и инвестиционных арбитражах. После учёбы работал юристом в группе международного арбитража в компании Freshfields Bruckhaus Deringer в Париже. В апреле 2008 года присоединился к юридической компании Arzinger, где с 2009 года возглавлял Западноукраинский филиал во Львове.
Принимал участие в рассмотрении споров по регламентам ICSID, ICC, SCC, UNCITRAL, LCIA и MKAC, всего был привлечён к урегулированию более 300 споров. Был включен в список рекомендованных арбитров в ряде международных арбитражных институтов (МКАС при ТПП Украины, VIAC, CAM, CACIC, RICAC, CAM, CIETAC, KLRCA и др.).
Под руководством Мальского был осуществлен перевод на немецкий язык Регламента Международного коммерческого арбитражного суда при Торгово-промышленной палате Украины.

### Государственная служба
В 2014 году Мальский победил в публичном конкурсе на должность начальника Главного управления Государственной фискальной службы во Львовской области. Однако отказался от должности из-за различия в видении развития и целей службы после собеседования с Романом Насировым. С октября 2016 года работает почётным консулом Австрийской Республики во Львове.
В июне 2019 года Президент Украины Владимир Зеленский выдвинул на публичное обсуждение кандидатуру Маркияна Мальского на должность главы Львовской областной государственной администрации (ЛОГА). Сначала Мальский отказался, мотивируя это тем, что не хочет покидать должность Почётного консула Австрии и тем, что работает над докторской диссертацией. Но, после поддержки Мальского на публичном обсуждении в сети Фейсбук, он согласился. Президент Украины подал кандидатуру Маркияна Мальского на рассмотрение правительства Украины, которое утвердило её 26 июня.

## Личная жизнь
Женат, воспитывает двух сыновей. Владеет украинским, русским, английским, немецким, польским и французским языками.

## Членство в профессиональных организациях и ассоциациях
- Член правления отделения Ассоциации юристов Украины во Львовской области (2011—2013)
- Председатель Координационного совета Западно филиала Европейской бизнес ассоциации (ЕБА) (2015—2016), член Координационного совета (2010—2019), Председатель Законодательного комитета (август 2009 — декабрь 2014)
- Член Совета национальных и иностранных инвесторов при областной государственной администрации
- Председатель Львовского областного отделения Ассоциации противодействия недобросовестной конкуренции (АПНК) (2012—2017)
- Член Львовской областной коллегии адвокатов, Ассоциации адвокатов Украины и Международной ассоциации юристов (International Bar Association)
- Заместитель руководителя РП ICC Ukraine во Львовской области по правовым вопросам (2010—2012)
- Член Правления Украинской арбитражной ассоциации (2012—2019)
- Региональный представитель в Украине Лондонского международного арбитражного суда (LCIA) (2012—2014)

## Публикации
Маркиян Мальский — автор четырёх книг, более 100 научных публикаций и более 300 публицистических статей и комментариев. Он часто выступает докладчиком на различных семинарах и конференциях.
Книги
- Мальський М. М. Визнання та виконання іноземних арбітражних рішень в Україні (укр.). — Львів: ПП ТзОВ Сплайн, 2007. — Т. 259.
- Мальський М. М. Висновок на користь іншої сторони за правом СОТ та практикою міжнародних форумів вирішення спорів (укр.). — Львів: ПП ТзОВ «Сплайн», 2008. — 260 с.
- Мальський М. М. Арбітражна угода: теоретичні та практичні аспекти: Монографія. (укр.). — Львов: Літопис, 2013. — 374 с.
- Мальський М. М. Міжнародний виконавчий процес: Теорія та практика: Монографія. (укр.) — Дрогобич: Коло, 2019. — 470 с.